# Antoni Żarliński
Antoni Żarliński (ur. w 1838 lub 1839 roku w Skrzynkach; zm. 11 października 1909 roku w Krakowie) – kapitan kosynierów w oddziale Mariana Langiewicza w powstaniu styczniowym.

## Życiorys
Był synem Hieronima Żarlińskiego (majora wojsk napoleońskich, właściciela Naruszewa i Skrzynek) i Joanny z Falędzkich Żarlińskiej. Pracował jako urzędnik w biurze naczelnika wojennego guberni płockiej. Od 1861 roku był uczniem Polskiej Szkoły Wojskowej w Genui i Cuneo. Walczył pod Chrobrzem i Grochowiskami. Po powstaniu był urzędnikiem Towarzystwa Wzajemnych Ubezpieczeń w Krakowie. Pochowany w Krakowie w dniu 13 października 1909 r.
Zmarli powstańcy 1863 roku zostali odznaczeni przez prezydenta RP Ignacego Mościckiego 21 stycznia 1933 roku Krzyżem Niepodległości z Mieczami. 